# جلودي كيلانجالانجا
جلودي كيلانجالانجا (بالإنجليزية: Glody Kilangalanga)‏ (مواليد 8 أغسطس 1999 في الكونغو الديمقراطية لاعب كرة قدم كونغولي ديمقراطي يجيد اللعب في خط الهجوم في نادي وج السعودي.

## روابط خارجية
- جلودي كيلانجالانجا على موقع قاعدة بيانات كرة القدم.إي يو (الإنجليزية)
- جلودي كيلانجالانجا على موقع Soccerway.com (الإنجليزية)
- جلودي كيلانجالانجا على موقع عالم كرة القدم.نت (الإنجليزية)